# Brezen, Vitanje
Brezen este o localitate din comuna Vitanje, Slovenia, cu o populație de 218 locuitori.